# Amstetten Thunder 2019
Questa voce raccoglie le informazioni riguardanti gli Amstetten Thunder nelle competizioni ufficiali della stagione 2019.

## Roster
| Roster degli Amstetten Thunder (2019) |
| --- |
| Quarterback - 19 Lukas Kerschbaummayr Running Back - 7 Oliver Kammerhofer - 24 Benjamin Liedlbauer - 27 Michael Halbartschlager - 32 Michael Völk - 88 Hannes Wurzenberger - Patrick Poetsch Wide Receiver - 1 Jeremy Cornelius WR/DB - 5 Jonathan Hofer - 12 Stefan Burgstaller WR/QB - 13 Thomas Hasl - 14 Klemens Langenreither - 20 Tobias Haider-Madl WR/K - 23 Stefan Kerschbaummayr - 80 Florian Neudorfer - 82 Philip Hofschwaiger Offensive Linemen - 50 Michael Renner - 52 Thomas Temper - 61 Thomas Karl Reitbauer - 62 Manuel Gelbenegger - 65 Johannes Leimhofer - 66 Markus Brandstetter - 69 Dominik Ganser - 70 Günther Prinz - 71 Florian Enthofer - 72 Andreas Kattner - 73 Stefan Leherbauer - 74 Lukas Otto Hofer Defensive Linemen - 29 Christian Klemenz - 33 Christoph Adlberger - 43 Philipp Mold - 48 Matthias Mairhofer - 53 Martin Sonnleitner - 64 Matthias Franz Fröschl - 76 Christiaan Johannes Mouton - 97 Matthias Wallner Linebacker - 10 Armin Cena - 11 Alexander Stangl - 15 Dominik Tatzreiter LB/DB - 26 Stefan Stangl LB/DB - 44 Alexander Aigner - 45 Ulrich Kaltenbrunner - 51 Michael Schützeneder - 55 Michael Überlacker Defensive Back - 2 Patrick Mayrhofer - 9 Mokisa Kato - 17 Phillip Stangl - 21 Paul Kammerhofer - 25 Victor Peter Sonnleitner - 28 Michael Stangl - 42 Martin Dorner - 47 Tobias Bitzinger Special Team Coaching staff Gerry Woodruff (HC) · Sascha Gaveau (OC) · Bernd Obermayer (RB) · Gabriel Toth (DC) · Christian Böhm (DL) |

## Austrian Football League 2019

### Stagione regolare
| Amstetten 16 marzo 2019, ore 15:00 1ª giornata | Amstetten Thunder | 7 – 48 (0-21 0-27 0-0 7-0) referto | Tirol Raiders | Umdasch Stadion (700 spett.) |

| Praga 30 marzo 2019, ore 15:00 2ª giornata | Prague Black Panthers | 51 – 6 (29-0 14-0 6-0 2-6) referto | Amstetten Thunder | Stadion SK Prosek (600 spett.) |

| Vienna 7 aprile 2019, ore 15:00 3ª giornata | Vienna Vikings | 61 – 0 (14-0 13-0 7-0 27-0) referto | Amstetten Thunder | Hohe Warte Stadion (4000 spett.) |

| Amstetten 20 aprile 2019, ore 15:00 4ª giornata | Amstetten Thunder | 9 – 49 (0-7 3-28 6-7 0-14) referto | Prague Black Panthers | Umdasch Stadion (600 spett.) |

| Amstetten 4 maggio 2019, ore 15:00 5ª giornata | Amstetten Thunder | 14 – 35 (0-7 0-7 7-14 7-7) referto | AFC Rangers Mödling | Umdasch Stadion (500 spett.) |

| Vienna 19 maggio 2019, ore 15:00 6ª giornata | Danube Dragons | 45 – 10 (14-0 14-3 7-7 10-0) referto | Amstetten Thunder | Sportplatz Donaufeld (500 spett.) |

| Amstetten 25 maggio 2019, ore 16:00 7ª giornata | Amstetten Thunder | 35 – 47 (14-7 0-7 14-19 7-14) referto | Traun Steelsharks | Umdasch Stadion (900 spett.) |

| Amstetten 1º giugno 2019, ore 15:00 8ª giornata | Amstetten Thunder | 6 – 35 (6-7 0-7 0-7 0-14) referto | Danube Dragons | Umdasch Stadion (500 spett.) |

| Traun 15 giugno 2019, ore 17:00 9ª giornata | Traun Steelsharks | 49 – 19 (14-0 7-7 21-6 7-6) referto | Amstetten Thunder | Trauner Stadion (1788 spett.) |

| Graz 22 giugno 2019, ore 16:00 10ª giornata | Graz Giants | 42 – 10 (14-0 14-0 14-0 0-10) referto | Amstetten Thunder | Verbandsplatz Graz |

## Statistiche di squadra
| Competizione      | %Vittorie | In casa | In casa | In casa | In casa | In casa | In casa | In trasferta | In trasferta | In trasferta | In trasferta | In trasferta | In trasferta | Totale | Totale | Totale | Totale | Totale | Totale |
| Competizione      | %Vittorie | G       | V       | N       | P       | Pf      | Ps      | G            | V            | N            | P            | Pf           | Ps           | G      | V      | N      | P      | Pf     | Ps     |
| ----------------- | --------- | ------- | ------- | ------- | ------- | ------- | ------- | ------------ | ------------ | ------------ | ------------ | ------------ | ------------ | ------ | ------ | ------ | ------ | ------ | ------ |
| Stagione regolare | .000      | 5       | 0       | 0       | 5       | 71      | 214     | 5            | 0            | 0            | 5            | 45           | 228          | 10     | 0      | 0      | 10     | 116    | 442    |
| Totale            | .000      | 5       | 0       | 0       | 5       | 71      | 214     | 5            | 0            | 0            | 5            | 45           | 228          | 10     | 0      | 0      | 10     | 116    | 442    |

## Statistiche personali

### Marcatori
| Giocatore         | Ruolo | TD rush | TD recv | TD int | TD p.ret | TD k.ret | TD oth | Xp1 | Xp2 | FG | Saf | Totale |
| ----------------- | ----- | ------- | ------- | ------ | -------- | -------- | ------ | --- | --- | -- | --- | ------ |
| S. Kerschbaummayr |       | 0       | 5       | 0      | 0        | 0        | 0      | 0   | 0   | 0  | 0   | 30     |
| Cornelius         |       | 0       | 4       | 0      | 0        | 0        | 0      | 0   | 0   | 0  | 0   | 24     |
| Kammerhofer       |       | 0       | 0       | 0      | 0        | 0        | 0      | 10  | 0   | 3  | 0   | 19     |
| Halbartschlager   |       | 2       | 1       | 0      | 0        | 0        | 0      | 0   | 0   | 0  | 0   | 18     |
| L. Kerschbaummayr |       | 3       | 0       | 0      | 0        | 0        | 0      | 0   | 0   | 0  | 0   | 18     |
| Poetsch           |       | 1       | 0       | 0      | 0        | 0        | 0      | 0   | 0   | 0  | 0   | 6      |
| Haider-Madl       |       | 0       | 0       | 0      | 0        | 0        | 0      | 1   | 0   | 0  | 0   | 1      |

### Passer rating
| Giocatore         | G  | Att | Comp | Int | Yds  | TD | NFL   | NCAA   |
| ----------------- | -- | --- | ---- | --- | ---- | -- | ----- | ------ |
| L. Kerschbaummayr | 10 | 312 | 179  | 10  | 1838 | 10 | 71,77 | 111,02 |